# 未來警察
《未來警察》是一部2010年上映的香港科幻警匪片，学者国际多媒体老板蔡松林为主要投资方，由王晶任编剧和导演，程小东为动作指导，刘德华，徐熙媛和徐娇主演。
该片推出後普遍風評不佳，被批評大多複製王晶自己在1993年导演的《超級學校霸王》故事大纲。劇中許多搞笑片段也大多沿襲90年代的笑話。

## 故事介绍
2080年，中国科学家马博士运用太阳能解决了世界能源紧缺问题，因此导致部分油商重大损失，他们恨马入骨，于是派遣改造人杀手卡龙及斐娜等一众去刺杀出席文物展览的马博士。而警察事前亦有可靠情报，因此周志豪与妻子美莉等负责保护马博士。双方展开激战，最终改造人兵团被消灭，卡豹则死于周志豪之手，而美莉也遇害。于是周志豪与卡龙结下仇恨。
这次行动马博士安然无恙，这些油商不甘心，于是派遣技术升级后的改造人卡龙及斐娜利用时空穿梭机回到2020年，欲杀害当时只有12岁之少年马博士。警方也不示弱，派遣换上拥有超级战衣的周志豪回去以阻止敌人阴谋的实现。周志豪化身为一名普通的交警，其女儿淇淇则在被消除记忆后入读马博士12岁时就读的英才国际小学。

## 角色
| 演員   | 粵語配音                    | 角色                                                                                                   |
| 劉德華 |                             | 周志豪，2080年的警察長                                                                                 |
| 徐熙媛 | 程文意                      | 王雪娥，2020年的警察，2082年則是安養院的病人                                                           |
| 范冰冰 | 劉惠雲                      | 美莉（客串），2080年的警察，周志豪之妻，因公殉職                                                       |
| 徐 嬌  |                             | 周淇淇，周志豪和美莉的女兒                                                                             |
| 馬精武 | 黃志明                      | 馬博士，中國能源科學家                                                                                 |
| 樊少皇 |                             | 卡龍，大反派，改造人首領                                                                               |
| 唐一菲 | 曾秀清                      | 斐娜，卡龍之妻                                                                                         |
| 陳曉峰 |                             | 卡豹，卡龍之弟，被周志豪殺死                                                                           |
| 賀軍翔 | 羅偉傑                      | 马金祥，2020年的警官，為了救欲自殺的霍章淑儀，成為霍金華的繼父，把霍金華的名字改了，才造就馬博士的出現 |
| 石云鵬 | 程文意                      | 霍金華，少年馬博士                                                                                     |
| 張 儷  | 林芷筠                      | 霍章淑儀，霍金華的繼母                                                                                 |
| 劉 洋  | 程文意                      | 小飛，綽號為陳博士，霍金華的同學                                                                       |
| 陳建州 | 何偉誠/（部份對白：李家傑） | 黑晶，綽號為黑三天，稱周淇淇是"ㄚ頭"                                                                   |
| 劉儀偉 | 何偉誠                      | 倒霉男人                                                                                               |
| 羅家英 |                             | 劫匪剪刀                                                                                               |
| 肖 劍  |                             | 劫匪石頭                                                                                               |
| 李健仁 | 黃志明                      | 劫匪爛布                                                                                               |
| 黃立成 |                             | 2080年的警察                                                                                           |
| 李東學 |                             | 2080年的警察                                                                                           |
| 孟 瑶  | 劉惠雲                      | 女護士                                                                                                 |
| 王 毅  |                             | 卡龍老闆之一                                                                                           |
| 王 偉  |                             | 超級大胖子                                                                                             |

## 主创
- 出品人：王晶 韓三平 蔡松林 劉德宏 伍克波 熊曉鴿 李明
- 编导：王晶
- 制片人：蔡松林
- 动作指导：程小东
- 摄影：姜国民
- 美术指导：莫少宗
- 服裝：利碧君  歐陽霞
- 燈光：溫志福
- 化妝：鄭鳳燕
- 道具：張冠華  陳日剛
- 剪辑：李嘉榮
- 视觉特效：钟智行
- 配乐：黄英华
- 特技制作：Kinomotive Studio Ltd